# Arkham
Pour les articles homonymes, voir Arkham (homonymie).

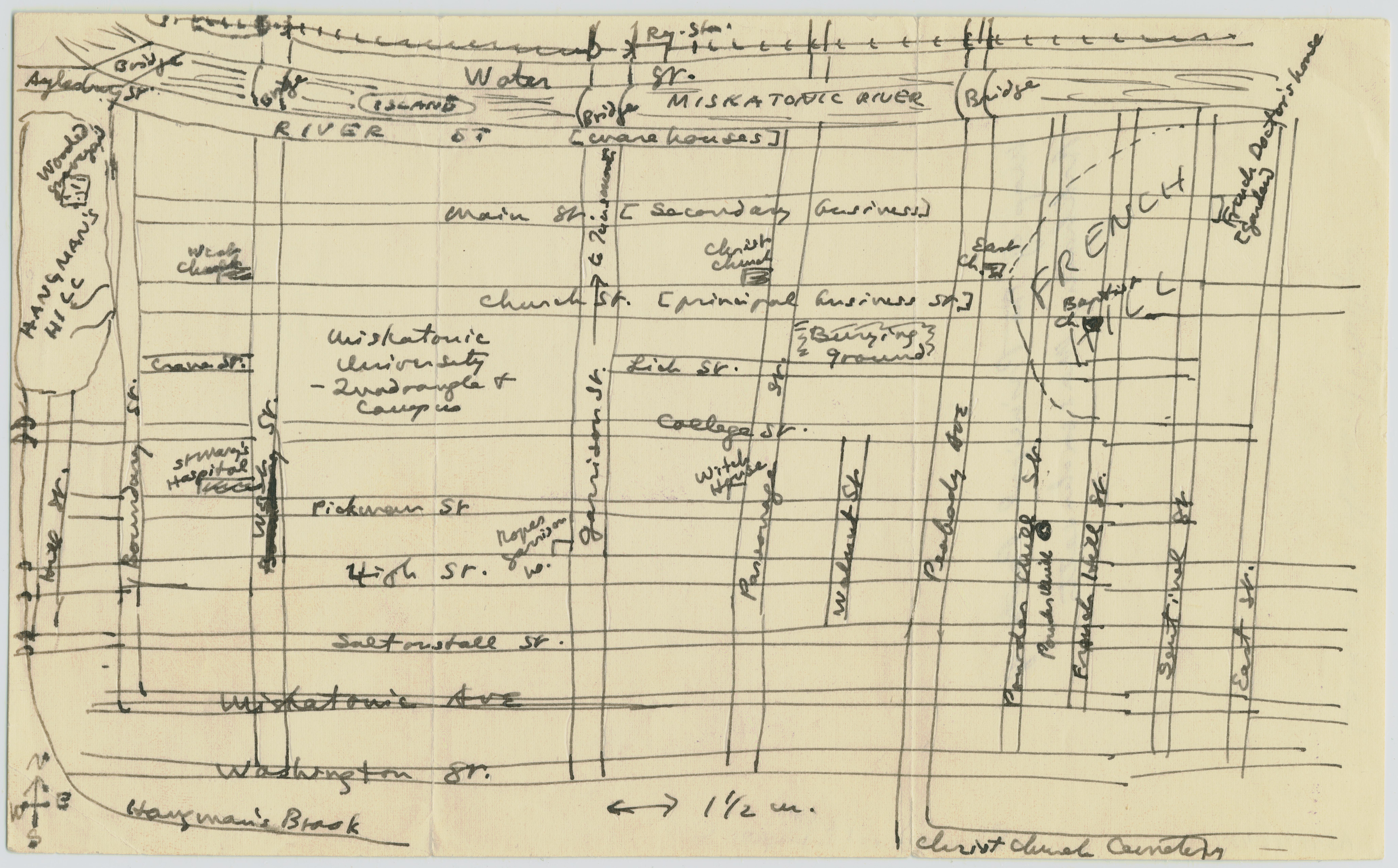
Plan manuscrit de la ville fictive d'Arkham, par H. P. Lovecraft, 1934.

Arkham est une ville imaginaire du Massachusetts, États-Unis, créée par l'écrivain H. P. Lovecraft. Elle est mentionnée dans nombre de ses nouvelles, surtout celles ayant trait au Mythe de Cthulhu. Elle abrite en particulier l'université de Miskatonic, où l'on étudie entre autres le folklore et les cultures anciennes. La bibliothèque de l’Université possède un certain nombre de manuscrits du Mythe de Cthulhu, dont une édition du Necronomicon. On trouve également à Arkham un asile psychiatrique. Ces deux institutions symbolisent les deux axes importants de la plupart des nouvelles du Mythe de Cthulhu écrites par Lovecraft et ses continuateurs : l’enquête – souvent dans des milieux érudits – et la démence à laquelle celui qui se confronte au Mythe de Cthulhu ne peut échapper.

## Apparitions
Arkham apparaît pour la première fois dans L'Image dans la maison déserte (The Picture in the House, 1920). On la retrouve dans de nombreuses autres nouvelles, comme La Couleur tombée du ciel (The Colour out of Space, 1927), La Maison de la Sorcière (The Dreams in the Witch House, 1932), Le Monstre sur le seuil (The Thing on the Doorstep, 1933), Dans l'abîme du temps (The Shadow out of Time, 1936).
D'autres auteurs du Mythe de Cthulhu ont également repris ce décor dans leurs nouvelles.

## Dans la culture
On retrouve des références à la ville imaginaire dans d’autres univers fantastiques créés après Lovecraft, notamment dans les comics Batman par le biais de l'asile d'Arkham apparu initialement dans le numéro 258 en octobre 1974. Il s'agit de l'établissement pénitentiaire dans lequel sont envoyés la plupart des ennemis de l'homme chauve-souris, dont le Joker,.
La ville de Yharnam dans le jeu vidéo Bloodborne (jeu s'inspirant fortement de l'univers lovecraftien de par son ambiance, sa mythologie, son histoire et son monde gothique et cauchemardesque) rend hommage à la ville de Lovecraft à la fois de par son homophonie mais également de par la présence de l'Église du remède, une institution soignant les malades de Yharnam avec la thérapie du sang, ce qui est un clin d'oeil au Sanatorium d'Arkham.
Dans le roman Le Signal de Maxime Chattam, il est fait mention d'un asile nommé Arkham, se trouvant dans la ville où se situe l'action.